# Westfalia

Zielony: Królestwo Westfalii (1807-1813), granica z 1811 roku
Czerwony: Prowincja Westfalii (1815-1946)
Ciemnoszary: Nadrenia Północna-Westfalia (od 1946)

Herb Westfalii

Westfalia (niem. Westfalen) – kraina historyczna w Niemczech, między miastami Dortmund, Münster, Bielefeld i Osnabrück. Obecnie część kraju związkowego Nadrenia Północna-Westfalia. Północno-wschodnia część historycznej Westfalii leży w obrębie Dolnej Saksonii.
Geograficznie Westfalia zajmuje mniej więcej obszar między Renem a Wezerą, na północ od Ruhry, jednak określenie jej ścisłych granic jest niemożliwe, gdyż zakres nazwy Westfalia obejmował w historii różne obszary.
Pierwotnie Westfalia była częścią księstwa Saksonii, do rangi księstwa wyniósł ją cesarz Fryderyk I Barbarossa w roku 1180. To księstwo obejmowało jednak tylko niewielki obszar wokół rzeki Lippe.
W latach 1807–1813 istniało wasalne wobec Francji Królestwo Westfalii utworzone przez Napoleona, jednak jego związek z historyczną Westfalią był niewielki, obejmowało bowiem praktycznie inne obszary. Po upadku Napoleona Westfalia stała się prowincją Prus, a jej północne tereny, wraz z Osnabrückiem zostały włączone do krajów Hanowerskiego i Oldenburskiego.
Obecna Nadrenia Północna-Westfalia obejmuje dawną pruską Westfalię, północną część pruskiej prowincji Reńskiej i dawnego księstwa Lippe.
W 1648 roku w Münster i Osnabrück podpisano pokój westfalski, który zakończył wojnę trzydziestoletnią.
Językowo Westfalia obejmuje dawną pruską prowincję Westfalia i rejony wokół Osnabrück.
Obecnie Westfalia ogranicza się do północnej części Nadrenii Północnej-Westfalii.